# Rümmelsheim
Rümmelsheim is een plaats in de Duitse deelstaat Rijnland-Palts, en maakt deel uit van de Landkreis Bad Kreuznach.
Rümmelsheim telt 1.369 inwoners.

## Bestuur
De plaats is een Ortsgemeinde en maakt deel uit van de Verbandsgemeinde Langenlonsheim.